# Джошуа Джон
Джошуа Джон (нід. Joshua John, нар. 1 жовтня 1988, Алкмар) — нідерландський футболіст арубського походження, нападник клубу «Бурсаспор».

## Ігрова кар'єра
Народився 1 жовтня 1988 року в місті Алкмар у родині вихідців з Аруби. Вихованець юнацьких команд футбольних клубів «Валвейк» та «Спарта».
У дорослому футболі дебютував 2007 року виступами за команду клубу «Спарта», в якій провів чотири з половиною сезони, взявши участь у 113 матчах чемпіонату. Більшість часу, проведеного у складі «Спарти», був основним гравцем атакувальної ланки команди.
16 січня 2012 року перейшов до «Твенте», проте закріпитись в команді не зумів, зігравши до кінця сезону лише у 4 матчах чемпіонату.
Влітку 2012 року на правах оренди на один сезон був відданий в оренду в данський «Нордшелланд». Граючи у складі «Нордшелланда» Джон здебільшого виходив на поле в основному складі команди і був одним з головних бомбардирів команди, забивши 10 голів в 22 матчах першості.
На початку сезону 2013/14 Джон повернувся в «Твенте» і навіть зіграв в чотирьох матчах чемпіонату, проте 2 вересня 2013 року «Нордшелланд» викупив контракт гравця і Джошуа повернувся до данського клубу. Відтоді встиг відіграти за команду з Фарума ще 64 матчі в національному чемпіонаті.

## Збірна
У 2009–2010 роках виступав за  молодіжну збірну Нідерландів, у складі якої провів 5 матчів і забив 2 голи.
2014 року Футбольна асоціація Аруби підтвердила, що Джошуа Джон має право виступати за Збірну Аруби.
- Володар Кубка Казахстану (1):

Кайсар: 2019